# Kim Schrier
Kimberly Merle Schrier, detta Kim (Los Angeles, 23 agosto 1968), è una politica statunitense, membro della Camera dei Rappresentanti per lo stato di Washington.

## Biografia
Nata e cresciuta a Los Angeles in una famiglia di origini ebree, Kim Schrier studiò all'Università della California - Berkeley e si laureò in medicina all'Università della California, Davis. Completò l'internato all'Università di Stanford e lavorò per alcuni anni come pediatra nell'Oregon prima di trasferirsi nello stato di Washington.
Entrata in politica con il Partito Democratico, nel 2018 si candidò alla Camera dei Rappresentanti per il seggio vacato dal repubblicano Dave Reichert e riuscì ad essere eletta deputata.
Kim Schrier, sposata e madre di un figlio, è affetta da diabete mellito di tipo 1.